# Oncicola michaelseni
Oncicola michaelseni är en hakmaskart som beskrevs av Meyer 1932. Oncicola michaelseni ingår i släktet Oncicola och familjen Oligacanthorhynchidae. Inga underarter finns listade i Catalogue of Life.